# Paratunka (Fluss)

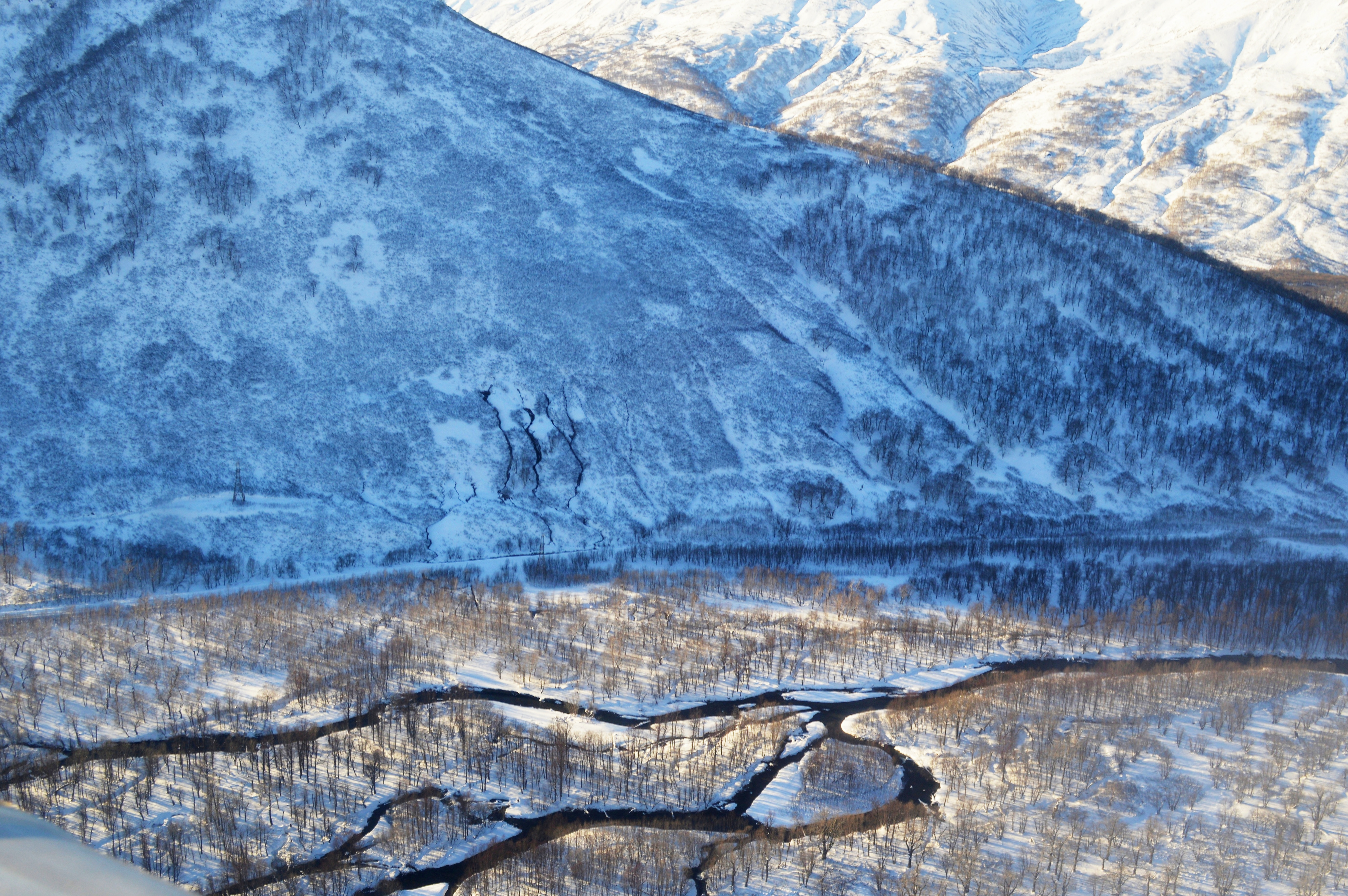
Die Paratunka im Dezember 2018

Die Paratunka (russisch Паратунка) ist ein 81 km langer Zufluss des Pazifischen Ozeans auf der russischen Halbinsel Kamtschatka.

## Flusslauf
Die Paratunka entspringt auf einer Höhe von etwa 800 m nördlich des Vulkans Gorely. Von dort fließt sie in überwiegend nördlicher Richtung. Der 2173 m hohe Vulkan Wiljutschinskaja Sopka erhebt sich östlich des Flusses. Die Ortschaft Paratunka liegt westlich des Unterlaufs. Auf den letzten 15 Kilometern wendet sich der Fluss nach Osten und schließlich nach Süden. Er mündet in das Westufer der Awatscha-Bucht. Auf der gegenüberliegenden Buchtseite befindet sich die Stadt Petropawlowsk-Kamtschatski, weiter nördlich liegt die Flussmündung der Awatscha.
Das Einzugsgebiet der Paratunka umfasst etwa 1500 km². Die beiden kleineren Seen
Blischneje und Dalneje liegen östlich des Unterlaufs und werden zur Paratunka hin entwässert. 

## Fischfauna
In der Paratunka kommen u. a. folgende Fischarten vor: Buckellachs, Ketalachs, Regenbogenforelle und Japan-Saibling.
Im Dalneje-See, einem 1,3 km² großen und bis zu 60 m tiefen See im Einzugsgebiet der Paratunka, kommt die endemische Saiblingsart Salvelinus krogiusae vor.